# Fables (comics)
Pour les articles homonymes, voir Fable (homonymie).
Fables est une série de comics créée par le scénariste Bill Willingham.
La série est éditée aux États-Unis chez Vertigo, un label de DC Comics. En France, après deux albums publiés par Semic, c'est Panini qui continue la traduction, après l'attribution par DC Comics de la licence française à cet éditeur. Puis, à partir de 2012, la licence DC change de mains et Urban Comics poursuit la publication de nouveaux albums ainsi que la réédition des précédents.

## Auteurs

### Artistes
Bill Willingham est l'unique scénariste de l'ensemble de la série.
Lan Medina (épisodes 1 à 5 US) puis Mark Buckingham (à partir du 6) se sont succédé au dessin sous des couvertures de James Jean. L'encrage est réalisé par Steve Leialoha, accompagné de Craig Hamilton sur les 5 premiers épisodes, et les couleurs par Sherilyn Van Valkenburg (épisodes 1 à 5 US) puis Daniel Vozzo (à partir du 6).

### Copyright
D'après ses déclarations, jusqu'en 2023, Bill Willingham était le seul détenteur des droits de propriété intellectuelle sur Fables. Le 15 septembre 2023, il annonce qu'il dépose Fables dans le domaine public volontaire,. Willingham expose ses désaccords récurrents avec DC Comics sur la gestions des droits pour justifier sa décision, en explicitant : « Si je comprends bien la loi [...], vous avez le droit à partir de Fables, de faire vos propres films, vos dessins animés, vos livres, de fabriquer vos jouets et de faire tout ce que vous voulez avec votre propriété parce que c'est votre propriété ». La décision n'affecte pas les œuvres déjà imprimées, sur lesquelles Willingham continuera à percevoir des royalties. Cependant DC Comics a immédiatement réfuté l'affirmation de Willingham selon laquelle la franchise appartient maintenant au domaine public, déclarant qu'ils continuent à détenir les droits sur les intrigues, les personnages et tous les éléments dérivés.
Au-delà de son conflit avec DC, Willingham expose également ses idées pour une réforme radicale du copyright et des marques commerciales à la mode anglo-saxonne et milite pour une entrée automatique d'une œuvre de l'esprit dans le domaine public vingt ans après sa première publication.

## Synopsis
Blanche-Neige, le Grand Méchant Loup, le Prince charmant, Barbe bleue, les Trois petits cochons, Pinocchio, etc. Ils sont parmi nous. Ils sont les personnages des histoires de notre enfance, les Fables. Chassés de leurs Royaumes (Homelands) par un mystérieux et puissant Adversaire, ils se sont réfugiés dans le seul monde qui ne semble pas intéresser leur ennemi, le monde des Communs (the mundanes), le nôtre. Depuis des siècles maintenant ils vivent discrètement parmi les humains. Et leur vie n'est plus vraiment un conte de fées ! À Fableville (ur), une communauté clandestine dans New York, se regroupent ceux qui peuvent s'intégrer, tandis que les autres (cochons qui parlent, singes volants, géants…) vivent à l'écart de l'humanité à La Ferme. Blanche-Neige est une des responsables de cette communauté dont les ennemis d'autrefois ont été amnistiés et où le moindre problème conjugal entre la Belle et la Bête peut menacer l'anonymat des Fables.
Dans le premier arc narratif, dessiné par Lan Medina, c'est un whodunit à Fableville qui nous est raconté : Rose-Rouge, la sœur rivale de Blanche-Neige, est présumée morte. Le Grand Méchant Loup enquête, et les suspects sont nombreux : Barbe-Bleue, le Prince charmant, Blanche-Neige elle-même…
Dans la seconde histoire, le décor change et le dessinateur aussi : Mark Buckingham s'installe sur la série, sans que cela ne marque de rupture avec le tome précédent. Cette fois-ci, l’action se déroule à la Ferme, ferme en ébullition où la révolte gronde. Goupil, les Trois petits cochons, Boucles d’Or et autres créations de Kipling, Carroll ou La Fontaine sont de la fête, et ça va saigner ! Blanche-Neige va devoir se débrouiller pour régler la crise, quel qu'en soit le prix.
Dans le troisième tome, la série fait quelques Flashbacks dans le passé de Jack, l'ex petit-ami de Rose-Rouge, tandis que l'histoire se poursuit : le Grand Méchant Loup neutralise un journaliste qui prend leur communauté pour des vampires, Barbe-Bleue charge Boucles d’Or en fuite de supprimer Blanche-Neige et le Grand Méchant Loup, pendant que le Prince charmant poursuit de mystérieux desseins…
Le quatrième tome, après un flashback racontant la dernière bataille contre l'Adversaire, voit la réapparition du Chaperon Rouge, qui prétend s'être échappée des Royaumes. Elle est accueillie en héroïne mais le Grand Méchant Loup la soupçonne d'être une espionne à la solde de l'Adversaire. Il mène l'enquête pendant que le Prince charmant fait campagne pour être élu maire…
Le cinquième tome voit les Fables repousser une attaque de l'Adversaire emmenée par le pseudo-Chaperon Rouge (en fait, Baba Yaga) et des soldats de bois (frères de Pinocchio).
Le sixième tome nous dévoile certains secrets de la vie de Cendrillon et du passé de Bigby durant la Seconde Guerre mondiale, notamment sa rencontre avec Frankenstein. L'histoire reprend ensuite son cours en se basant sur trois événements principaux qui sont l'accouchement de Blanche-Neige, l'élection du maire de Fableville et les suites de la bataille qui a eu lieu dans le tome précédent. Cet opus introduit aussi quelques nouveaux personnages dont le principal est M. North, le vent du Nord et surtout le père de Bigby.

## Personnages
Les personnages sont pour la plupart des héros de contes populaires, mais ils peuvent aussi bien être des personnages précis, comme Boucles d'Or ou Boy Blue, que des archétypes récurrents comme le Prince charmant ou le Grand méchant loup.
- Le Roi Cole : maire de Fableville depuis sa fondation, il a été destitué avant de retrouver ses fonctions. Il est inspiré d'une comptine anglaise, Old King Cole.
- Blanche-Neige : ancienne adjointe au maire de Fableville, elle a épousé le Grand Méchant Loup et a accouché d'une portée de louveteaux. Elle est inspirée des deux contes de Grimm, Blanche-Neige et Blanche-Neige et Rose-Rouge.
- Bigby Wolf : Grand Méchant Loup repenti, ancien shérif de Fableville, il est désormais un père et un mari aimant.
- Rose-Rouge : sœur de Blanche-Neige avec qui elle avait une relation très tendue, elle est actuellement l'administratrice de la Ferme, inspirée de Blanche-Neige et Rose-Rouge.
- Le Prince charmant : ex-mari de Blanche-Neige, d’Églantine (la Belle au bois dormant) et de Cendrillon, c'est un infatigable coureur de jupons. Il a été élu nouveau maire de Fableville avant de mourir de façon héroïque dans la guerre contre l'Adversaire
- Barbe-Bleue, un antagoniste dangereux pour les héros, d'autant plus qu'il est en apparence parfaitement intégré à la communauté des Fables, directement tiré du conte de Perrault La Barbe bleue.
- La Belle : nouvelle adjointe au maire depuis l'élection du Prince Charmant, inspirée de La Belle et la Bête.
- La Bête : mari de La Belle, il a succédé au poste de Bigby comme nouveau shérif de Fableville
- Boucles d'Or, meneuse révolutionnaire violente, inspirée de Boucles d'Or et les trois ours.
- Frau Totenkinder : la Sorcière de la Forêt noire, elle est la plus puissante sorcière de Fableville. Bien qu'elle aide et conseille la communauté, elle semble poursuivre en même temps certains objectifs personnels. Elle est inspirée de nombreuses sorcières de contes, notamment de Hansel et Gretel.
- Jack Horner : connu pour avoir escaladé une tige de haricot magique et vaincu des géants, Jack est aujourd'hui un escroc notoire, cependant assez malchanceux, dont la seule motivation dans la vie est l'argent. Il s'est enfui de Fableville après avoir dérobé de l'argent à la communauté et été déclaré hors-la-loi. Personnage composite, il est inspiré aussi bien de la comptine anglaise Little Jack Horner (en) que des contes Jack et le haricot magique et Jack le tueur de géants.
- Gobe-Mouche : de son vrai prénom Ambrose, il est le crapaud qui a été changé en prince. Pendant longtemps le concierge un peu idiot des Sylves, il a récemment retrouvé ses souvenirs et il est parti sur les terres de l'Adversaire pour fonder son propre royaume. Il est inspiré du conte allemand Le Roi Grenouille ou Henri de Fer.
- Boy Blue : soldat de métier, il est devenu l'adjoint personnel de Blanche-Neige lorsqu'il a rejoint Fableville. Il s'est rapidement lié d'amitié avec Gobe-Mouche et Pinocchio. Il a adopté une vie de petit fonctionnaire sans problèmes et est aussi un grand amateur de musique. Il est inspiré de la comptine anglaise Little Boy Blue (en).
- Pinocchio : célèbre marionnette devenu un vrai petit garçon, Pinocchio a quitté les Royaumes sans son père. Il s'est installé à Fableville mais espère pouvoir un jour retrouver la trace de Geppetto. Il est aussi furieux contre la Fée bleue, qui lui a donné la vie, mais dont la magie l'oblige à rester indéfiniment dans un corps de petit garçon
- Grimbel, un troll de garde inspiré notamment du conte norvégien Les Trois Boucs Bourrus.
- John, le loyal portier, inspiré du conte allemand Le Fidèle Jean.
- Bufkin, le singe volant et parlant, bibliothécaire de Fableville souffrant d'alcoolisme. Il est issu du monde d'Oz.
- Kay, le garçon aveugle de la Reine des Neiges, devenu adulte.
- Mowgli ainsi que plusieurs animaux du Livre de la Jungle, notamment Shere Khan et Bagheera.
- Tom Pouce, Poucette et les filles de l'orge, et les liliputiens qui ne forment qu'un seul peuple.

## Distinctions
- 2003 : Prix Eisner de la meilleure nouvelle série
- 2003 : Prix Eisner de la meilleure histoire à suivre pour « Legends in Exile », dans Fables nos 1-5
- 2005 : Prix Eisner de la meilleure histoire à suivre pour « March of the Wooden Soldiers », dans Fables nos 19-27
- 2006 : Prix Eisner de la meilleure histoire à suivre pour « Return to the Homelands », dans Fables nos 36-38 et 40-41
- 2007 : Prix Eisner de la meilleure anthologie pour 1001 nuits de neige
- 2007 : Prix Eisner de la meilleure histoire courte pour « A Frog’s Eye View », dans 1001 nuits de neige

## Séries dérivées
Bill Willingham a écrit plusieurs séries dérivées autour de Fables, toutes parues également chez DC Comics - Vertigo à l'origine.

### Jack of Fables
La première série dérivée, intitulée Jack of Fables, publiée de 2006 à 2011 et co-écrite avec Matthew Sturges, est centrée sur le personnage de Jack.

### Fairest
Une autre série dérivée, Fairest, est également parue de 2011 à 2015. Elle se compose de 5 tomes au total, centrés sur les personnages féminins de l'univers de Fables (La Belle au Bois Dormant, Raiponce, Cendrillon, etc.).

### 1001 nuits de neige
Inspiré des Mille et une nuits, 1001 nuits de neige raconte l'épisode où Blanche Neige, envoyée comme ambassadrice de la communauté auprès des Fables d'Orient, est retenue prisonnière par un Sultan en quête d'épouse.
Paru en français en un seul tome dans la collection Vertigo Classiques, le 06 décembre 2013, 144 pages, puis dans la réédition en intégrales, tome 10, dans la collection Vertigo Essentiels, le 25 novembre 2020, 564 pages.

### Cendrillon
La mini-série dérivée Cendrillon a également été traduite et publiée en un seul volume, chez Urban Comics et suit les aventures de l'espionne de Fableville dans un style très inspiré des archétypes du roman d'espionnage et en particulier de James Bond. Il contient les deux albums originaux Cinderella: From Fabletown With Love (2010) et Cinderella: Fables Are Forever (2011), tous deux en six chapitres, dessinés par Shawn McManus (en) sur un scénario de Chris Roberson (en).
Dans le premier, Bons baisers de Fableville, Cendrillon rencontre Aladin, son homologue et concurrent chez les Fables d'Orient pour démanteler un trafic d'armes et d'objets magiques la menant de la Bagdad réelle à Ultima Thulé, un pays des confins nord des Royaumes où elle retrouve sa fée marraine. Elle fait appel à ses trois agents magiques, le Chat Botté, Jenny Wren et Dickory, une souris très spéciale.
Dans le second, Les Fables sont éternels, Cendrillon est aux prises avec les Fables de l'Ombre, un réseau de petites communautés de Fables non occidentaux (Europe de l'Est, Russie, Afrique, Chine). Elle y rencontre notamment les russes Ivan Durak (Ivan le Fou (en)) et Tugarin Zmeyevitch, Meng Chiang-Nu, cheffe des Fables chinois et Anansi, l'homme-araignée africain. Elle doit également affronter son antagoniste récurrente Dorothy Gale dite « souliers d'argent », devenue mercenaire et tueuse à gages. De nombreux flash-backs historiques détaillent les histoires personnelles des deux personnages depuis l'arrivée de Dorothy Gale dans le monde des Communs dans les années 1940.
Cendrillon est paru en français en un seul tome dans la collection Vertigo Classiques, le 05 décembre 2014, 288 pages  (ISBN 9782365770330).

### Werewolves of the Heatland
Il existe aussi un roman graphique centré autour du personnage de Bigby Wolf : Werewolves of the Heatland. L'histoire est publiée à l'occasion de la réédition en intégrales, tome 10, collection Vertigo Essentiels, le 25 novembre 2020.

### The Wolf Among Us (comic)
Enfin, le jeu vidéo The Wolf Among Us a été rétro-adapté en bande dessinée par les scénaristes Matthew Sturges et Dave Justus, avec au dessin Shawn Mc Manus, Andrew Pepoy et Steve Sadowski. Le comics original est paru en deux volumes entre 2015 et 2016.
Le récit se déroule en 1986, vingt ans avant le début des Fables. Il présente également de nombreux flash-backs à l'époque où les Fables commencent à fuir les Royaumes et arrivent dans l'Amérique coloniale des pionniers, en particulier sur l'arrivée de Bigby à Salem en 1692. Centré sur Bigby Wolf, Blanche Neige et Ichabod Crane, le récit met également en scène de nouveaux personnages, notamment Faith (Peau d'âne), La petite Sirène, Bloody Mary, Tweedle Dum et Tweedle Dee (De l'autre côté du miroir).
The Wolf Among Us est paru en français en deux tomes dans la collection Urban Games, le 6 juillet 2018 (#1-7), 232 pages  (ISBN 9791026815228) et le 26 octobre 2018 (#8-16), 296 pages  (ISBN 9791026815440).

## Autour de la série
Un recueil grand format des illustrations de couvertures de James Jean, particulièrement plébiscitées, a été publié par DC Comics en 2015 sous le titre Fables: Covers by James Jean HC, et adaptées en français en 2016 par Urban Comics sous le titre Fables : les couvertures par James Jean. Il contient des crayonnés et des commentaires de l'auteur.
Bill Willingham a également écrit un roman, Peter & Max, paru en 2009 (en 2010 pour sa version française aux éditions Bragelonne), variation sur le Joueur de flûte de Hamelin.
Un jeu vidéo épisodique développé par les studios Telltale Games est sorti en 2013 sous le nom de The Wolf Among Us. C'est un point and click dans lequel chaque réponse a son importance sur la suite de l'histoire, à la manière de The Walking Dead, jeu également développé par Telltale Games. Une suite à The Wolf Among Us a été annoncée pour 2019 puis annulée le 21 septembre 2018, lorsque Telltale annonce licencier 90% de ses effectifs, et mettre fin a certains projet en cours, dont celui-ci. En août 2019, le studio est racheté par LCG Entertainment, le projet reprend depuis le début avec une nouvelle équipe. Une première bande annonce est dévoilée en décembre 2019.
Le 14 Septembre 2023, Bill Willingham déclare mettre dans le domaine public la propriété intellectuelle de Fables.

## Recueils

### Trade paperbacks
| Volume        | Titre                        | Épisodes                                                     | Sortie         | ISBN                 |
| ------------- | ---------------------------- | ------------------------------------------------------------ | -------------- | -------------------- |
| 1             | Legends in Exile             | #1–5 et A Wolf in the Fold                                   | avril 2003     | (ISBN 1-56389-942-6) |
| 2             | Animal Farm                  | #6–10                                                        | août 2003      | (ISBN 1-4012-0077-X) |
| 3             | Storybook Love               | #11–18                                                       | mai 2004       | (ISBN 1-4012-0256-X) |
| 4             | March of the Wooden Soldiers | #19–21, 23–27 et The Last Castle                             | novembre 2004  | (ISBN 1-4012-0222-5) |
| 5             | The Mean Seasons             | #22, 28–33                                                   | avril 2005     | (ISBN 1-4012-0486-4) |
| 6             | Homelands                    | #34–41                                                       | janvier 2006   | (ISBN 1-4012-0500-3) |
| 7             | Arabian Nights (and Days)    | #42–47                                                       | juillet 2006   | (ISBN 1-4012-1000-7) |
| Graphic novel | 1001 Nights of Snowfall      |                                                              | octobre 2006   | (ISBN 1-4012-0367-1) |
| 8             | Wolves                       | #48–51, cartes de Fableville et de la Ferme, scénario du #50 | décembre 2006  | (ISBN 1-4012-1001-5) |
| 9             | Sons of Empire               | #52–59                                                       | juin 2007      | (ISBN 1-4012-1316-2) |
| 10            | The Good Prince              | #60–69                                                       | juin 2008      | (ISBN 1-4012-1686-2) |
| 11            | War and Pieces               | #70-75                                                       | novembre 2008  | (ISBN 1-4012-1913-6) |
| 12            | The Dark Ages                | #76-82                                                       | août 2009      | (ISBN 1-4012-2316-8) |
| 13            | The Great Fables Crossover   | #83-85, Jack of Fables #33-35 et The Literals #1-3           | février 2010   | (ISBN 1-4012-2572-1) |
| 14            | Witches                      | #86-93                                                       | décembre 2010  | (ISBN 1-4012-2880-1) |
| 15            | Rose Red                     | #94-100                                                      | avril 2011     | (ISBN 1-4012-3000-8) |
| 16            | Super Team                   | #101-107                                                     | décembre 2011  | (ISBN 1-4012-3306-6) |
| 17            | Inherit the Wind             | #108-113                                                     | juillet 2012   | (ISBN 1-4012-3516-6) |
| 18            | Cubs in Toyland              | #114-123                                                     | janvier 2013   | (ISBN 1-4012-3769-X) |
| 19            | Snow White                   | #124-129 et histoires courtes de Fables #114-123             | décembre 2013  | (ISBN 1-4012-4248-0) |
| 20            | Camelot                      | #130-140                                                     | septembre 2014 | (ISBN 1-4012-4516-1) |
| 21            | Happily Ever After           | #141-149                                                     | mai 2015       | (ISBN 1-4012-5132-3) |
| 22            | Farewell                     | #150 et divers bonus                                         | juillet 2015   | (ISBN 1-4012-5233-8) |

### Albums français
Les premières éditions, sous couverture souple à rabats, sont assurées par Semic en 2004, auquel succède Panini en 2007. Urban Comics prends la relève à partir du no 15 (2012). Le découpage en volumes est assez libre comparé aux recueils américains et il y a 3 volumes d'écart au moment de la reprise par Urban.
À partir de 2012, Urban Comics réédite parallèlement l'intégralité de la série sous couverture cartonnée avec une maquette plus fidèle au découpage originel. En conséquence, il y a un décalage de deux tomes entre l'édition souple et l'édition cartonnée : lors de la jonction, les 14 premiers tomes ont été condensés en 12, et le no 15 (souple) est renuméroté no 13 (cartonné).
À partir de 2018, Urban Comics édite Fables en format "Intégrale", chaque tome de cette édition comprend 2 tomes de l'édition standard.
| Édition originale | Édition originale                 | Édition originale                                  | Édition originale | Édition originale | Réédition cartonnée (titre identique) | Réédition cartonnée (titre identique)    | Réédition cartonnée (titre identique) |
| Tome              | Titre                             | Épisodes                                           | Sortie            | ISBN              | Tome                                  | Épisodes                                 | ISBN                                  |
| ----------------- | --------------------------------- | -------------------------------------------------- | ----------------- | ----------------- | ------------------------------------- | ---------------------------------------- | ------------------------------------- |
| Semic             | Semic                             | Semic                                              | Semic             | Semic             | Urban Comics                          | Urban Comics                             | Urban Comics                          |
| 1                 | Légendes en exil                  | #1-5                                               | 2004              | 2-84857-056-3     | 1                                     | #1-5, nouvelle Le Loup dans la bergerie  | 978-2-365-77025-5                     |
| 2                 | La Ferme des animaux              | #6-10                                              | 2004              | 2-84857-101-2     | 2                                     | #6-10, cahier graphique                  | 978-2-365-77026-2                     |
| Panini Comics     | Panini Comics                     | Panini Comics                                      | Panini Comics     | Panini Comics     | 3                                     | (idem)                                   | 2-365-77064-9                         |
| 3                 | Romance                           | #11-18                                             | 2007              | 2-8094-0025-3     | 3                                     | (idem)                                   | 2-365-77064-9                         |
| 4                 | Le Dernier Bastion                | #19-21 et Le Dernier Bastion                       | 2007              | 2-8094-0134-9     | 4                                     | (idem)                                   | 2-365-77065-7                         |
| 5                 | La Marche des soldats de bois     | #23-27                                             | 2008              | 2-8094-0251-5     | 5                                     | (idem)                                   | 978-2-365-77099-6                     |
| Hors-série        | 1001 nuits de neige               | 1001 Nights of Snowfall                            | 2008              | 978-2-8094-0181-3 | HS                                    | (idem)                                   | 978-2-365-77312-6                     |
| 6                 | Cruelles Saisons                  | #22, 28-33                                         | 2008              | 978-2-8094-0433-3 | 6                                     | #22, 28-33                               | 978-2-365-77100-9                     |
| 7                 | Les Royaumes                      | #36-41                                             | 2009              | 978-2-8094-0674-0 | 7                                     | #34-38 et 40-41                          | 978-2-365-77211-2                     |
| 8                 | Les Mille et une Nuits (et jours) | #34-35, 42-45                                      | 2009              | 978-2-8094-0784-6 | 8                                     | #39, 42-47                               | 978-2-365-77212-9                     |
| 9                 | Les Loups                         | #46-51                                             | 2010              | 978-2-8094-1228-4 | 9                                     | #48-51                                   | 978-2-365-77247-1                     |
| 10                | Les Fils de l’Empire              | #52-55                                             | 2010              | 978-2-8094-1346-5 | 10                                    | #52-59                                   | 978-2-365-77245-7                     |
| 11                | Père et Fils                      | #56-59                                             | 2010              | 978-2-8094-1426-4 |                                       |                                          |                                       |
| 12                | Le Bon Prince                     | #60-64                                             | 2011              | 978-2-8094-1794-4 | 11                                    | #60-69                                   | 978-2-365-77280-8                     |
| 13                | Le Royaume éternel                | #65-69                                             | 2011              | 978-2-8094-1916-0 |                                       |                                          |                                       |
| 14                | La Guerre des nerfs               | #70-75                                             | 2011              | 978-2-8094-2162-0 | 12                                    | #70-75                                   | 978-2-365-77281-5                     |
| Urban Comics      | Urban Comics                      | Urban Comics                                       | Urban Comics      | Urban Comics      | 13                                    | (idem)                                   | 978-2-365-77379-9                     |
| 15                | L’Âge des ténèbres                | #76-82                                             | 2012              | 978-2-3657-7024-8 | 13                                    | (idem)                                   | 978-2-365-77379-9                     |
| 16                | La Grande Alliance                | #83–85, Jack of Fables #33–35 et The Literals #1–3 | 2012              | 978-2-36577-063-7 | 14                                    | (idem)                                   | 978-2-365-77380-5                     |
| 17                | Sorcières                         | #86-93                                             | 2012              | 978-2-3657-7101-6 | 15                                    | (idem)                                   | 978-2-365-77407-9                     |
| 18                | Rose Rouge                        | #94-100                                            | 2013              | 978-2-36577-210-5 | 16                                    | (idem)                                   | 978-2-365-77408-6                     |
| 19                | Super team                        | #101-107                                           | 2013              | 978-2-365-77246-4 | 17                                    | (idem)                                   | 978-2-365-77444-4                     |
| 20                | L’Héritier du vent                | #108-113                                           | 2013              | 978-2-365-77282-2 | 18                                    | (idem)                                   | 978-2-365-77445-1                     |
| 21                | Au pays des jouets                | #114-123                                           | 2014              | 978-2-365-77381-2 | 19                                    | (idem)                                   | 978-2-365-77575-5                     |
| 22                | Blanche Neige                     | #124-129                                           | 2014              | 978-2-365-77409-3 | 20                                    | #114-123 (histoires courtes) et #124-129 | 978-2-365-77641-7                     |
| 23                | Camelot                           | #130-140                                           | 2014              | 978-2-365-77446-8 | 21                                    | (idem)                                   | 978-2-365-77642-4                     |
| 24                | Et ils vécurent heureux...        | #141-149                                           | 2015              | 978-2-365-77702-5 | 22                                    | (idem)                                   | 978-2-365-77703-2                     |
| 25                | Adieu                             | #150                                               | 2016              | 978-2-365-77814-5 | 23                                    | (idem)                                   | 978-2-365-77812-1                     |

## Publication

### Éditeurs
- DC Comics (label Vertigo) : VO
- Semic (collection « Semic Books ») : tomes 1 et 2 (première édition des tomes 1 et 2)
- Panini (collection « 100 % Vertigo ») : tomes 1 à 14 (première édition des tomes 3 à 14)
- Urban Comics (collection « Vertigo Classique ») : tomes 15 à 23 (première édition des tomes 15 à 25 couvertures souples)
- Urban Comics (collection « Vertigo Classique ») : rééditions numérotées 1 à 23 (couvertures cartonnées) (cf. Albums français)
- Urban Comics (collection « Urban Comics Nomad ») : rééditions en 10 volumes au format poche (couvertures souples)

La première édition Panini et la réédition Urban Comics diffèrent. Les couvertures ne sont plus les mêmes à partir du 6e tome, les contenus à partir du 7e tome. Urban Comics tente de se rapprocher de la parution originale, avec 1 épisode de décalage (les volumes 4 et 5 Fr correspondent au volume 4 US).